# Tschulymische Sprache
Die tschulymische Sprache – früher auch Tschulim-Tatarisch oder Tschulim-Türkisch genannt – ist eine südsibirische Turksprache und die Turksprache der Tschulymer. Es gibt einen nieder- und mitteltschulymischen Dialekt, von dem es zwei weitere Untergliederungen gibt, deren Einordnung als eigener Dialekt umstritten ist. In Teguldet wird der Tutal-Dialekt und in Passetschnoje der Melet-Dialekt gesprochen. Entscheidenden Anteil an der Erforschung der Tschulymischen Sprache hatte Andrei Petrowitsch Dulson. Erst 2005 wurde von russischen Linguisten eine auf kyrillischen Buchstaben basierende eigene Schriftsprache für die Tschulymer entwickelt.
Das Tschulymische besitzt heute nur noch maximal 44 Muttersprachler, ethnische Tschulymer haben teils das Russische, teils das Chakassische oder andere südsibirische Turksprachen angenommen. Tschulymisch wurde daher von der UNESCO als „stark bedrohte Sprache“ eingestuft.
In der Musik der sibirischen Band Otyken wird die Sprache der Tschulymen bewahrt.